# 寒川町 (愛媛県)
寒川町（さんがわちょう）は、愛媛県の東予地方の宇摩郡にあった町。1954年11月1日に三島町、松柏村、寒川町、豊岡村、富郷村、金砂村の2町4村の合併で市制施行し伊予三島市となり、自治体としては消滅した。その後、伊予三島市は平成の大合併で四国中央市となり、現在に至る。現在の四国中央市の西部。燧灘沿岸。

## 地理
北を燧灘に、南は法皇山地の山々に接する。宇摩地域の中では最も山地が最も海に迫り、平地部は東西に細長い。
村名の由来
寒川という名は、大和国長谷郷に神川という地があり、長谷寺の試の観音が当地の海岸に流れ着き、神川としたが、寒川と記され、「さむかわ」と呼ばれるようになったという。古くは寒河とも書いた。

## 歴史

### 村の沿革
- 1875年（明治8年） - 東寒川（ひがしさんがわ）村及び西寒川（にしさんがわ）村が合併し、宇摩郡寒川村が発足する。
- 1889年（明治22年）12月15日 - 町村制施行に伴い、寒川村の区域をもって、宇摩郡寒川村（さんがわむら）が発足する。
- 1952年（昭和27年） - 寒川村が町制施行し、寒川町となる。
- 1954年（昭和29年）11月1日 -三島町、松柏村、寒川町、豊岡村、富郷村及び金砂村が合併し、伊予三島市が発足する。

```
寒川村・寒川町の系譜
（町村制実施以前の村）　（明治期）　　　　　　　　　（昭和の合併）　（平成の合併）
　　　　　　　　　　　　町村制施行時　　　　　　　
東寒川━━━━┓　　　　　　　　　　　　　　　え　　　
　　　　　　　┣━━━寒川村━━━━━━━━━寒川町━┓　　　　
西寒川━━━━┛　　　　　　　　　　　　　　　　　　　┃　　　　
　　　　　　　　　　　　　　　　あ　　　い　う　　　お┃　
　　　　　　　　　　　三島村━━三島町━┳━┳━━━━┫
　　　　　　　　　　　　　　　　　　　　┃　┃　　　　┣伊予三島市━┓
　　　　　　　　　　　中曽根村━━━━━┫　┃　　　　┃　　　　　　┃
　　　　　　　　　　　中之庄━━━━━━┫　┃　　　　┃　　　　　　┃
　　　　　　　　　　　松柏村━━━━━━┛　┗松柏村━┫　　　　　　┃
　　　　　　　　　　　豊岡村━━━━━━━━━━━━━┫　　　　　　┃
　　　　　　　　　　　富郷村━━━━━━━━━━━━━┫　　　　　　┃
　　　　　　　　　　　金砂村━━━━━━━━━━━━━┛　　　　　　┃
　　　　　　　　　　　　　　　　　　　　　　　　　　　　　　　　　　┃平成16年4月1日
　　　　　　　　　　　　　　　　　　　　　　　　　　　　　　　　　　┃新設合併
　　　　　　　　　　　　　　　　　　　　　　　　　　　　　　　　　　┣四国中央市
　　　　　　　　　　　　　　　　　　　　　川之江市━━━━━━━━━┫
　　　　　　　　　　　　　　　　　　　　　新宮村━━━━━━━━━━┫
　　　　　　　　　　　　　　　　　　　　　土居町━━━━━━━━━━┛
　　　　　　　　　　　　　　　　　　　　　　　　　
あ – 明治31年11月21日 三島村が町制施行し、三島町になる。
い – 昭和19年4月1日 三島町、中曽根町、中之庄、松柏村が合併し三島町になる。
う – 昭和25年10月1日 三島町から松柏村が分立する。
え – 昭和27年6月1日 寒川村が町制施行し寒川町になる。
お – 昭和29年11月1日 三島町、松柏村、寒川町、豊岡村、富郷村、金砂村が合併し、市制施行し伊予三島市となる。
（注記）寒川村以外の合併以前の系譜はそれぞれの市町村の記事を参照。

```

## 地域
大字はなし。昭和の合併により伊予三島市となってからは伊予三島市寒川町、平成の合併により四国中央市になってからは四国中央市寒川町。

## 産業
農業。
製紙業が盛んで、漁港のあった関係で水産練製品製造業もあった。
寒川港からは佐々連鉱山から運ばれてきた鉱石を四阪島の精錬所に運んだ。

## 交通
村内を国道11号及び国鉄予讃本線が東西に貫通している。1933年（昭和8年）伊予寒川駅開設。

## 名所
- 新長谷寺